# Alimbare
Alimbare (sinonime: operație de limb; ușurarea navei;  mahonare ). 
Este un termen naval prin care se înțelege operația de descărcare parțială sau totală a mărfurilor de pe o navă în vase mai mici denumite mahoane sau limburi, cu scopul de a-i micșora pescajul spre a putea trece peste un banc sau peste o bară ori în vederea dezeșuării (ranfluării), dar mai ales spre a prelua caricul navei care, din diferite motive, nu poate opera la dană ci lucrează ancorată în radă, bazine portuare sau pe fluvii.
Prin operație de limb se înțelege și ducerea de mărfuri cu limburi la o navă care operează pe fluvii, în radă sau bazine portuare, iar prin mahonare se înțelege transportarea de mărfuri cu mahoane la și de la nave maritime, în general și cu deosebire, spre a ușura nava în vederea trecerii unei bare (prag sau limb).